# Ziroatxon Hoshimova
Ziroatxon Mirziyoyeva
Ziroatxon Mahmudovna Hoshimova (en russe : Зироатхон Махмудовна Хошимова), aussi appelée Ziroatxon Mahmudovna Mirziyoyeva (en russe : Зироатхон Махмудовна Мирзиеева), née le 4 décembre 1957 à Kokand, est la première dame d'Ouzbékistan. Elle succède à ce poste à Tatiana Karimova lorsque son mari, Shavkat Mirziyoyev, prend la tête du pays à la mort d'Islam Karimov.

## Biographie

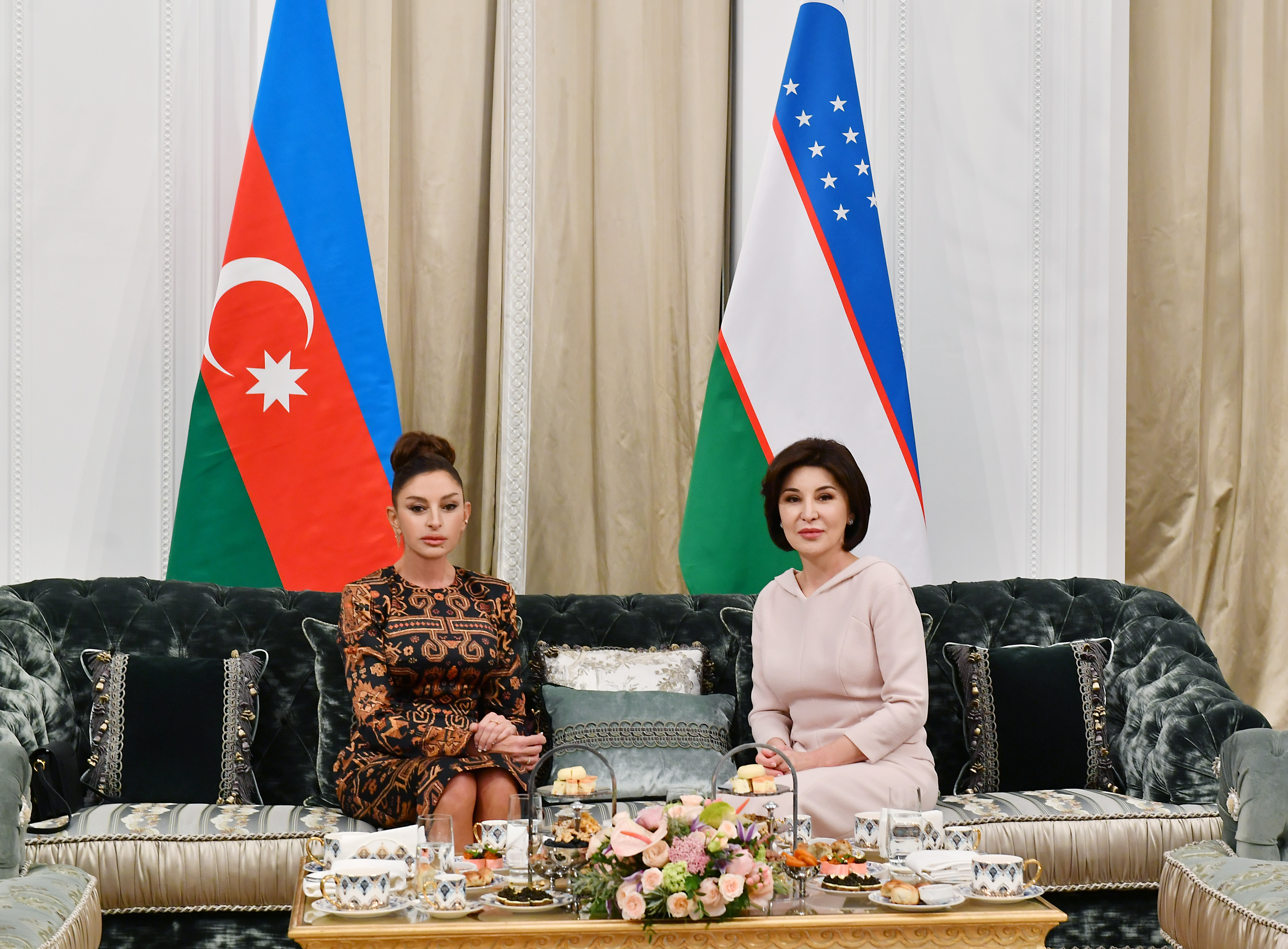
La Première dame d'Azerbaïdjan Mehriban Aliyeva avec la Première dame d'Ouzbékistan Ziroatxon Hoshimova en 2022.

Formée comme ingénieure et économiste, peu est connu sur la vie de Ziroatxon Hoshimova. Il a fallu attendre l'autobiographie de son mari en marge de l'élection présidentielle de 2016 pour que son nom soit révélé au public. Il est alors aussi révélé que le couple à trois enfants : Shaxnoza, Saida et Davron.